# Campionato europeo femminile under 17 di calcio 2017
Il Campionato europeo femminile under 17 di calcio 2017 è stato la 10ª edizione del torneo che, organizzato con cadenza annuale dall'Union of European Football Associations (UEFA), è riservato alle rappresentative nazionali di calcio femminile dell'Europa le cui squadre sono formate da atlete al di sotto dei 17 anni d'età, in questo caso dopo il 1º gennaio 2000.
La fase finale si è disputata in Repubblica Ceca dal 2 al 14 maggio 2017, riproponendo la formula della precedente edizione che vedeva ammesse otto squadre, con la nazionale del paese organizzatore qualificata direttamente, e partite in due tempi regolamentari di 40 min intervallati da una pausa di 15 min.
Il torneo è stato vinto dalla Germania, che se lo è aggiudicato per la sesta volta, la seconda consecutiva, battendo la Spagna, dopo i tiri di rigore nella finale del 14 maggio 2017.

## Qualificazioni
La competizione è disputata da 46 nazionali affiliate alla UEFA, compresa Malta, per la prima volta inclusa nel torneo, con la nazionale ceca qualificata automaticamente come paese ospitante e le altre 45 che si affrontano nella fase di qualificazione per la conquista dei sette posti rimanenti per la fase finale.
Le qualificazioni si svolgeranno in due fasi, la fase di qualificazione, nell'autunno 2016, e la successiva fase élite disputata nella primavera 2017.

### Squadre qualificate
La seguente tabella riporta le otto nazionali qualificate per la fase finale del torneo:
| Nazionale   | Metodo di qualificazione        | fasi finali disputate | Ultima qualificazione | Migliore risultato nel torneo           |
| ----------- | ------------------------------- | --------------------- | --------------------- | --------------------------------------- |
| Rep. Ceca   | Ospitante                       | 2                     | 2016                  | Fase a gironi (2016)                    |
| Paesi Bassi | Vincitrice Fase élite, Gruppo 1 | 2                     | 2010                  | 4º posto (2010)                         |
| Norvegia    | Vincitrice Fase élite, Gruppo 2 | 4                     | 2016                  | 4º posto (2009, 2016)                   |
| Inghilterra | Vincitrice Fase élite, Gruppo 3 | 5                     | 2016                  | 3º posto (2016)                         |
| Irlanda     | Vincitrice Fase élite, Gruppo 4 | 3                     | 2015                  | 2º posto (2010)                         |
| Francia     | Vincitrice Fase élite, Gruppo 5 | 7                     | 2015                  | 2º posto (2008, 2011, 2012)             |
| Spagna      | Vincitrice Fase élite, Gruppo 6 | 8                     | 2016                  | Campione (2010, 2011 2015)              |
| Germania    | Migliore 2ª Fase élite          | 9                     | 2016                  | Campione (2008, 2009, 2012, 2014, 2016) |

## Fase a gironi
Si qualificano alla fase ad eliminazione diretta le prime due classificate di ciascuno dei due gruppi.
In caso di parità di punti tra due o più squadre di uno stesso gruppo, le posizioni in classifica verranno determinate prendendo in considerazione, nell'ordine, i seguenti criteri:
1. maggiore numero di punti negli scontri diretti tra le squadre interessate (classifica avulsa);
2. migliore differenza reti negli scontri diretti tra le squadre interessate (classifica avulsa);
3. maggiore numero di reti segnate negli scontri diretti tra le squadre interessate (classifica avulsa);
4. se, dopo aver applicato i criteri dall'1 al 3, ci sono squadre ancora in parità di punti, i criteri dall'1 al 3 si riapplicano alle sole squadre in questione. Se continua a persistere la parità, si procede con i criteri dal 5 al 9;
5. migliore differenza reti;
6. maggiore numero di reti segnate;
7. calci di rigore se le due squadre sono a parità di punti al termine dell'ultima giornata;
8. classifica del fair play;
9. sorteggio.

### Gruppo A

#### Classifica
| Pos. | Squadra   | Pt | G | V | N | P | GF | GS | DR |
| ---- | --------- | -- | - | - | - | - | -- | -- | -- |
| 1.   | Germania  | 9  | 3 | 3 | 0 | 0 | 11 | 3  | +8 |
| 2.   | Spagna    | 4  | 3 | 1 | 1 | 1 | 7  | 6  | +1 |
| 3.   | Francia   | 4  | 3 | 1 | 1 | 1 | 4  | 4  | 0  |
| 4.   | Rep. Ceca | 0  | 3 | 0 | 0 | 3 | 3  | 12 | -9 |

#### Risultati
| Arbitro: | Ifeoma Kulmala |

|              |           |                 |
| Šlajsová 53’ | Marcatori | 25’, 50’ Malard |

| Arbitro: | Cristina Trandafir |

|                |           |                                               |
| E. Navarro 62’ | Marcatori | 27’ Oberdorf 48’Kössler 78’ Rackow 79’ Nüsken |

| Arbitro: | Galiya Echeva |

|                     |           |                                                            |
| Siváková 79’ (rig.) | Marcatori | 8’ Pina 41’ Andújar 46’ L. Navarro 64’ Pujadas 69’ Márquez |

| Arbitro: | Julia-Stefanie Baier |

|                  |           |            |
| Kössler 20’, 43’ | Marcatori | 77’ Lakrar |

| Arbitro: | Maria Marotta |

|                                                       |           |                    |
| Anyomi 41’, 53’ Wieder 59’ Schneider 74’ Rackow 80+4’ | Marcatori | 39’ (rig.) Khýrová |

| Arbitro: | Ifeoma Kulmala |

|           |           |             |
| Martin 5’ | Marcatori | 62’ Andújar |

### Gruppo B

#### Classifica
| Pos. | Squadra     | Pt | G | V | N | P | GF | GS | DR |
| ---- | ----------- | -- | - | - | - | - | -- | -- | -- |
| 1.   | Paesi Bassi | 7  | 3 | 2 | 1 | 0 | 5  | 2  | +3 |
| 2.   | Norvegia    | 6  | 3 | 2 | 0 | 1 | 4  | 3  | +1 |
| 3.   | Inghilterra | 3  | 3 | 1 | 0 | 2 | 6  | 4  | +2 |
| 4.   | Irlanda     | 1  | 3 | 0 | 1 | 2 | 0  | 6  | -6 |

#### Risultati
| Arbitro: | Galiya Echeva |

|  |           |                                                            |
|  | Marcatori | 3’ Pattinson 36’ O'Donnell 38’ Ngunga 41’ Hemp 64’ Douglas |

| Arbitro: | Julia-Stefanie Baier |

|             |           |                                     |
| Tvedten 23’ | Marcatori | 12’ Wilms 20’ Casparij 37’ Ter Beek |

| Arbitro: | Meliz Özçiğdem |

|  |           |            |
|  | Marcatori | 77’ Nygard |

| Arbitro: | Maria Marotta |

|                           |           |            |
| Baijings 40’ Leuchter 77’ | Marcatori | 38’ Palmer |

| Domažlice 8 maggio 2017, ore 14:00 CEST | Paesi Bassi        | 0 – 0 referto | Irlanda | Stadion Střelnice Domažlice\| Arbitro: \| Cristina Trandafir \| |
| Arbitro:                                | Cristina Trandafir |               |         |                                                                 |

| Arbitro: | Meliz Özçiğdem |

|  |           |                    |
|  | Marcatori | 8’ Olsen 33’ Sunde |

## Fase a eliminazione diretta
Nella fase ad eliminazione diretta, in caso di parità al termine dei tempi regolamentari, si procede direttamente ai tiri di rigore senza disputare i tempi supplementari.

### Tabellone
|  | Semifinali | Semifinali  | Semifinali |        |          | Finale   | Finale | Finale |  |
|  |            |             |            |        |          |          |        |        |  |
|  | 1A         | Germania    | 1 (3)      |        |          |          |        |        |  |
|  | 1A         | Germania    | 1 (3)      |        |          |          |        |        |  |
|  | 2B         | Norvegia    | 1 (2)      |        |          |          |        |        |  |
|  | 2B         | Norvegia    | 1 (2)      |        | Germania | Germania | 0 (3)  |        |  |
|  |            |             |            |        | Germania | Germania | 0 (3)  |        |  |
|  |            |             | Spagna     | Spagna | 0 (1)    |          |        |        |  |
|  | 1B         | Paesi Bassi | Spagna     | Spagna | 0 (1)    | 0        |        |        |  |
|  | 1B         | Paesi Bassi |            |        |          |          |        |        |  |
|  | 2A         | Spagna      | 2          |        |          |          |        |        |  |

### Semifinali
| Arbitro: | Maria Marotta |

|  |           |                             |
|  | Marcatori | 5’ (rig.) Bautista 34’ Pina |

| Arbitro: | Ifeoma Kulmala |

|                                              |                      |                                                 |
| Lohmann 44’                                  | Marcatori            | 7’ Tvedten                                      |
| Wieder Rackow Lohmann Kössler Nüsken Brunner | Tiri di rigore 3 – 2 | Bjelde Sunde Tvedten Birkeli Bjørneboe Haugland |

### Finale
| Arbitro: | Julia-Stefanie Baier |

|                                   |                      |                                  |
| Oberdorf Bahnemann Wieder Kössler | Tiri di rigore 3 – 1 | Bautista Aleixandri Torrodá Pina |

## Statistiche

### Classifica marcatrici
3 reti
- Melissa Kössler

2 reti
- Melvine Malard
- Nicole Anyomi

- Gianna Rackow
- Olaug Tvedten

- Candela Andújar
- Claudia Pina

1 rete
- Michaela Khýrová
- Kristýna Siváková
- Gabriela Šlajsová
- Nicole Douglas
- Lauren Hemp
- Jessica Ngunga
- Bethany May O'Donnell
- Aimee Palmer
- Poppy Pattinson
- Maëlle Lakrar

- Laurène Martin
- Sydney Lohmann
- Sjoeke Nüsken
- Lena Oberdorf
- Lea Schneider
- Verena Wieder
- Jill Baijings
- Kerstin Casparij
- Romée Leuchter
- Williënne ter Beek

- Lynn Wilms
- Rikke Bogetveit Nygard
- Jenny Kristine Røsholm Olsen
- Malin Sunde
- Carla Bautista
- Rosa Márquez
- Eva Navarro
- Lorena Navarro
- Berta Pujadas